# Raychelle Omamo
Raychelle Awuor Omamo, née en juillet 1962, est une avocate, diplomate et femme politique kényane.

## Biographie
Raychelle Omamo est la fille de William Omamo (en) qui fut ministre de l’Environnement puis de l'Agriculture sous la présidence de Jomo Kenyatta. 
De 2004 à 2010, elle est ambassadrice du Kenya auprès de la République française, du Saint-Siège et de l'UNESCO.
Le 15 mai 2013, elle est nommée ministre de la Défense par le président Uhuru Kenyatta. Elle demeure en fonction jusqu'au 14 janvier 2020, date à laquelle elle devient ministre des Affaires étrangères. À la suite de l'élection du président William Ruto, elle est remplacée à ce poste en octobre 2022 par Alfred Mutua.